# Bell Center
Bell Center és una població dels Estats Units a l'estat de Wisconsin. Segons el cens del 2000 tenia 116 habitants.

## Demografia
Segons el cens del 2000, Bell Center tenia 116 habitants, 45 habitatges, i 32 famílies. La densitat de població era de 8,1 habitants per km².
Dels 45 habitatges en un 33,3% hi vivien nens de menys de 18 anys, en un 66,7% hi vivien parelles casades, en un 4,4% dones solteres, i en un 26,7% no eren unitats familiars. En el 22,2% dels habitatges hi vivien persones soles el 6,7% de les quals corresponia a persones de 65 anys o més que vivien soles. El nombre mitjà de persones vivint en cada habitatge era de 2,58 i el nombre mitjà de persones que vivien en cada família era de 3,06.
Per edats la població es repartia de la següent manera: un 26,7% tenia menys de 18 anys, un 3,4% entre 18 i 24, un 25,9% entre 25 i 44, un 28,4% de 45 a 60 i un 15,5% 65 anys o més.
L'edat mediana era de 40 anys. Per cada 100 dones de 18 o més anys hi havia 102,4 homes.
La renda mediana per habitatge era de 39.167 $ i la renda mediana per família de 50.000 $. Els homes tenien una renda mediana de 30.000 $ mentre que les dones 20.625 $. La renda per capita de la població era de 23.177 $. Aproximadament el 19,4% de les famílies i el 19,7% de la població estaven per davall del llindar de pobresa.

## Poblacions properes
El següent diagrama mostra les poblacions més properes.